# Olympische Jugend-Winterspiele 2012/Teilnehmer (Slowakei)
| Gelbes Symbol für Goldmedaillen mit stilisierten Olympischen Ringen | Graues Symbol für Silbermedaillen mit stilisierten Olympischen Ringen | Braundes Symbol für Bronzemedaillen mit stilisierten Olympischen Ringen |
| ------------------------------------------------------------------- | --------------------------------------------------------------------- | ----------------------------------------------------------------------- |
| 1                                                                   | —                                                                     | —                                                                       |

Die Slowakei nahm an den Olympischen Jugend-Winterspielen 2012 in Innsbruck mit 30 Athleten in fünf Sportarten teil.

## Sportarten

### Biathlon
| Athleten                                                          | Wettbewerb                         | Zeit (Schießfehler) | Rang |
| ----------------------------------------------------------------- | ---------------------------------- | ------------------- | ---- |
| Jungen                                                            |                                    |                     |      |
| Ondrej Kosztolányi                                                | 7,5 km Sprint                      | 22:48,5 min (4)     | 41   |
| Ondrej Kosztolányi                                                | 10 km Verfolgung                   | 34:52,2 min (6)     | 36   |
| Peter Oravec                                                      | 7,5 km Sprint                      | 23:48,0 min (5)     | 44   |
| Peter Oravec                                                      | 10 km Verfolgung                   | 38:22,1 min (9)     | 44   |
| Mädchen                                                           |                                    |                     |      |
| Ivona Fialková                                                    | 6 km Sprint                        | 18:47,2 min (1)     | 10   |
| Ivona Fialková                                                    | 7,5 km Verfolgung                  | 32:28,5 min (10)    | 20   |
| Nikola Lapinová                                                   | 6 km Sprint                        | 21:57,3 min (5)     | 42   |
| Nikola Lapinová                                                   | 7,5 km Verfolgung                  | 37:07,1 min (10)    | 39   |
| Gemischt                                                          |                                    |                     |      |
| Ivona Fialková Nikola Lapinová Ondrej Kosztolányie Peter Oravec   | Mixed-Staffel                      | 1:24:42,9 h (11+17) | 17   |
| Ivona Fialková Barbora Klementová Ondrej Kosztolányi Andrej Segeč | Mixed-Staffel Skilanglauf/Biathlon | 1:10:14,7 h (1+10)  | 17   |

### Eishockey

#### Mädchen
| Slowakei | Spielerinnen Viktória Frankovičová, Mária Hudecová, Nikola Kaliská, Romana Kiapešová, Jana Kubaliková, Zuzana Kubaliková, Ľubica Levčíková, Katarína Luptáková, Martina Matisková, Diana Pápešová, Mária Rajtárová, Nikoleta Řezánková, Ľubica Štofanková, Júlia Švagerková, Dominika Takáčová, Miroslava Vaváková, Silvia Vojtková Trainer: Stanislav Kubuš |

Gruppenphase
| Pl. |             | Sp | S | OTS | OTN | N | Tore  | Punkte |
| 1.  | Schweden    | 4  | 4 | 0   | 0   | 0 | 43:0  | 12     |
| 2.  | Österreich  | 4  | 3 | 0   | 0   | 1 | 22:06 | 9      |
| 3.  | Deutschland | 4  | 2 | 0   | 0   | 2 | 12:16 | 6      |
| 4.  | Kasachstan  | 4  | 1 | 0   | 0   | 3 | 03:28 | 3      |
| 5.  | Slowakei    | 4  | 0 | 0   | 0   | 4 | 01:31 | 0      |

### Rennrodeln
| Athleten                      | Wettbewerb   | Durchgang 1 | Durchgang 2 | Gesamt       | Gesamt |
| Athleten                      | Wettbewerb   | Zeit        | Zeit        | Zeit         | Rang   |
| ----------------------------- | ------------ | ----------- | ----------- | ------------ | ------ |
| Jungen                        |              |             |             |              |        |
| Jozef Petrulák                | Einsitzer    | 40,718 s    | 40,493 s    | 1:21,211 min | 18     |
| Jozef Čikovský Patrik Tomaško | Doppelsitzer | 42,930 s    | 43,018 s    | 1:25,948 min | 5      |
| Mädchen                       |              |             |             |              |        |
| Nikola Drajnová               | Einsitzer    | 41,574 s    | 41,326 s    | 1:22,900 min | 19     |
| Tatiana Žifčáková             | Einsitzer    | 41,080 s    | 41,727 s    | 1:22,807 min | 17     |

| Athleten                                                     | Wettbewerb  | Mädchen  | Junge    | Doppel   | Gesamt       | Gesamt |
| Athleten                                                     | Wettbewerb  | Zeit     | Zeit     | Zeit     | Zeit         | Rang   |
| ------------------------------------------------------------ | ----------- | -------- | -------- | -------- | ------------ | ------ |
| Gemischt                                                     |             |          |          |          |              |        |
| Nikola Drajnová Jozef Petrulák Jozef Čikovský Patrik Tomaško | Teamstaffel | 45,969 s | 47,911 s | 47,396 s | 2:21,276 min | 9      |

### Ski Alpin
| Athleten     | Wettbewerb   | Durchgang 1 | Durchgang 2 | Gesamt      | Gesamt |   |
| Athleten     | Wettbewerb   | Zeit        | Zeit        | Zeit        | Rang   |   |
| ------------ | ------------ | ----------- | ----------- | ----------- | ------ | - |
| Jungen       |              |             |             |             |        |   |
| Roman Murín  | Super-G      |             |             | 1:07,01 min | 18     |   |
| Roman Murín  | Riesenslalom | 1:00,67 min | DNF         | -           | -      | - |
| Roman Murín  | Kombination  | 1:05,37 min | DNF         | -           | -      | - |
| Mädchen      |              |             |             |             |        |   |
| Petra Vlhová | Super-G      |             |             | 1:06,86 min | 9      |   |
| Petra Vlhová | Riesenslalom | 57,35 s     | 59,16 s     | 1:56,61 min | 4      |   |
| Petra Vlhová | Slalom       | 40,71 s     | 39,05 s     | 1:19,76 min | Gold   |   |
| Petra Vlhová | Kombination  | 1:06,71 min | 35,51 s     | 1:42,22 min | 4      |   |

### Skilanglauf
| Athleten           | Wettbewerb      | Qualifikation | Qualifikation | Viertelfinale | Viertelfinale | Halbfinale         | Halbfinale         | Finale             | Finale             |
| Athleten           | Wettbewerb      | Zeit          | Rang          | Zeit          | Rang          | Zeit               | Rang               | Zeit               | Rang               |
| ------------------ | --------------- | ------------- | ------------- | ------------- | ------------- | ------------------ | ------------------ | ------------------ | ------------------ |
| Jungen             |                 |               |               |               |               |                    |                    |                    |                    |
| Andrej Segeč       | 10 km klassisch |               |               |               |               |                    |                    | 32:44,5 min        | 27                 |
| Andrej Segeč       | Sprint          | 1:47,23 min   | 15            | 1:50,0 min    | 3             | nicht qualifiziert | nicht qualifiziert | nicht qualifiziert | nicht qualifiziert |
| Mädchen            |                 |               |               |               |               |                    |                    |                    |                    |
| Barbora Klementová | 5 km klassisch  |               |               |               |               |                    |                    | 16:16,5 min        | 12                 |
| Barbora Klementová | Sprint          | 2:01,37 min   | 11            | 2:01,5 min    | 3             | nicht qualifiziert | nicht qualifiziert | nicht qualifiziert | nicht qualifiziert |